# Hotel Haegumgang
Das Hotel Haegumgang (호텔해금강 Hotel Haegŭmgang) war ein ursprünglich für australische Gewässer gebautes und später auch in Vietnam und Nordkorea liegendes, schwimmendes Hotel. Bei der Einweihung 1988 war es das erste schwimmende Hotel der Welt.

## Geschichte

### Four Seasons Great Barrier Reef Resort
Das Projekt eines schwimmenden Hotels geht auf den Bauunternehmer Doug Tarca aus Townsville im australischen Bundesstaat Queensland zurück. In den 1980er Jahren wollte er das Great Barrier Reef für Touristen besser erschließen. Zunächst war geplant, drei Kreuzfahrtschiffe dauerhaft über dem Riff zu vertäuen. Als sich diese Idee als unpraktikabel erwies, beschloss die Trägergesellschaft Barrier Reef Holdings Ltd., das Hotel stattdessen auf einem Ponton zu errichten und über dem Riff ortsfest zu verankern. Als Standort wurde das John Brewer Reef ausgewählt, etwa 70 km vor der Küste von Townsville (Position). Die Touristen sowie Versorgungsgüter sollten mit Wassertaxis oder Hubschraubern vom Festland zum Hotel gebracht werden. Auf diese Weise sollten vor allem Sporttaucher und Angler, aber auch Meeresforscher, permanenten und direkten Zugang zum Riff bekommen.
Der Entwurf des Hotels stammte von dem schwedischen Marinearchitekten Sten Sjöstrand. Bei der Planung wurde großer Wert auf den Umweltschutz gelegt. Vor dem Bau, während der Baumaßnahmen, während des Hotelbetriebs und nach der Entfernung des Hotels wurden die Auswirkungen auf das Riff untersucht. Unter anderem verpflanzten Taucher im Bereich der Baustelle insgesamt 318 Korallenstöcke von 24 verschiedenen Arten. Davon starben nur 5, also 1,6 %. Am Rumpf des Hotels waren keinerlei giftige Anstriche erlaubt. Abwasser wurde an Bord gereinigt und danach mehrere Meilen außerhalb des Riffs entsorgt. Fester Müll wurde entweder verbrannt oder aufs Festland gebracht. Wie ein Sprecher der Great Barrier Reef Marine Park Authority erklärte, waren auf diese Weise die negativen Auswirkungen auf die Umwelt geringer als bei den meisten Ferienanlagen auf Inseln oder den meisten Kreuzfahrtschiffen.
Im April 1986 wurde das Hotel für zehn Jahre an die Hotelgruppe Four Seasons Ltd. verpachtet. Zwei Monate später folgte die Erteilung eines Bauauftrags an eine Werft in Singapur. Streitigkeiten mit der Werft führten zu sechs Monaten Verzögerung, wodurch dem Hotel das profitable Geschäft mit den Touristen von der Nordhalbkugel der Erde während des Winters 1987/88 entging. An Bord des Halbtaucherschiffs Mighty Servant 2 wurde das Hotel schließlich nach Australien gebracht und dort verankert.
Noch vor der Eröffnung zerstörte ein Brand eines der Wassertaxis, einen Katamaran für 400 Passagiere. Dann wurde die Lagune von einem Zyklon mit Windgeschwindigkeiten bis zu 62 Knoten getroffen. Die Schäden im Inneren des Hotels waren relativ gering, nur der am Hotel vertäute Swimmingpool und der Tennisplatz wurden schwer beschädigt.
Nach der Eröffnung im März 1988 war das Hotel zunächst gut ausgelastet. Nach und nach zeigten sich jedoch Probleme. Hoher Seegang unterbrach die Verbindung zum Festland oftmals komplett, und auch sonst wurden die Passagiere während der Überfahrt oft seekrank. Außerdem entdeckten Taucher nur zwei Meilen vom Hotel entfernt etwa 100 Tonnen Munition aus dem Zweiten Weltkrieg, darunter Panzerabwehrminen. Nur gut ein Jahr nach der Eröffnung musste der Betrieb des Hotels wieder eingestellt werden.

### Saigon Floating Hotel
Ende der 1980er Jahre, gut ein Jahrzehnt nach dem Ende des Vietnamkriegs, erlebte der Tourismus in Vietnam im Zuge des Đổi mới einen Aufschwung, so dass Bedarf an neuen, vergleichsweise luxuriösen Unterkünften bestand. Das schwimmende Hotel wurde daher, nach dem Verkauf an japanische Investoren, nach Ho-Chi-Minh-Stadt, dem früheren Saigon, gebracht. Dort wurde es am Ufer des Flusses Saigon, direkt vor der Trần-Hưng-Đạo-Statue, vertäut (Liegeplatz) und im Dezember 1989 (nach anderen Quellen im November 1989) unter dem Namen Saigon Floating Hotel wiedereröffnet. Von den Einheimischen wurde es meist nur The Floater genannt. Ausgestattet mit zwei Nachtclubs, wurde das Hotel vor allem bei Ausländern schnell populär – es war der einzige Platz in Ho-Chi-Minh-Stadt, wo sie sich ungestört treffen und sozialen Umgang miteinander pflegen konnten. Für den Großteil der einheimischen Bevölkerung waren die Preise von 150 bis 600 $ pro Übernachtung (für viele Vietnamesen damals mehr als ein Jahreseinkommen) sowieso unerschwinglich.
Sechs Jahre später geriet das Hotel wieder in finanzielle Schwierigkeiten, da in der Stadt inzwischen ausreichend herkömmliche Hotels zur Verfügung standen. Im August 1996 wurde der Betrieb des Hotels eingestellt; am 1. April 1997 verließ es seinen Liegeplatz, um nach Singapur, den Ort seiner Entstehung, zurückgebracht zu werden. Schließlich wurde es ein weiteres Mal verkauft, diesmal an die südkoreanische Gesellschaft Hyundai Asan.

### Hotel Haegumgang

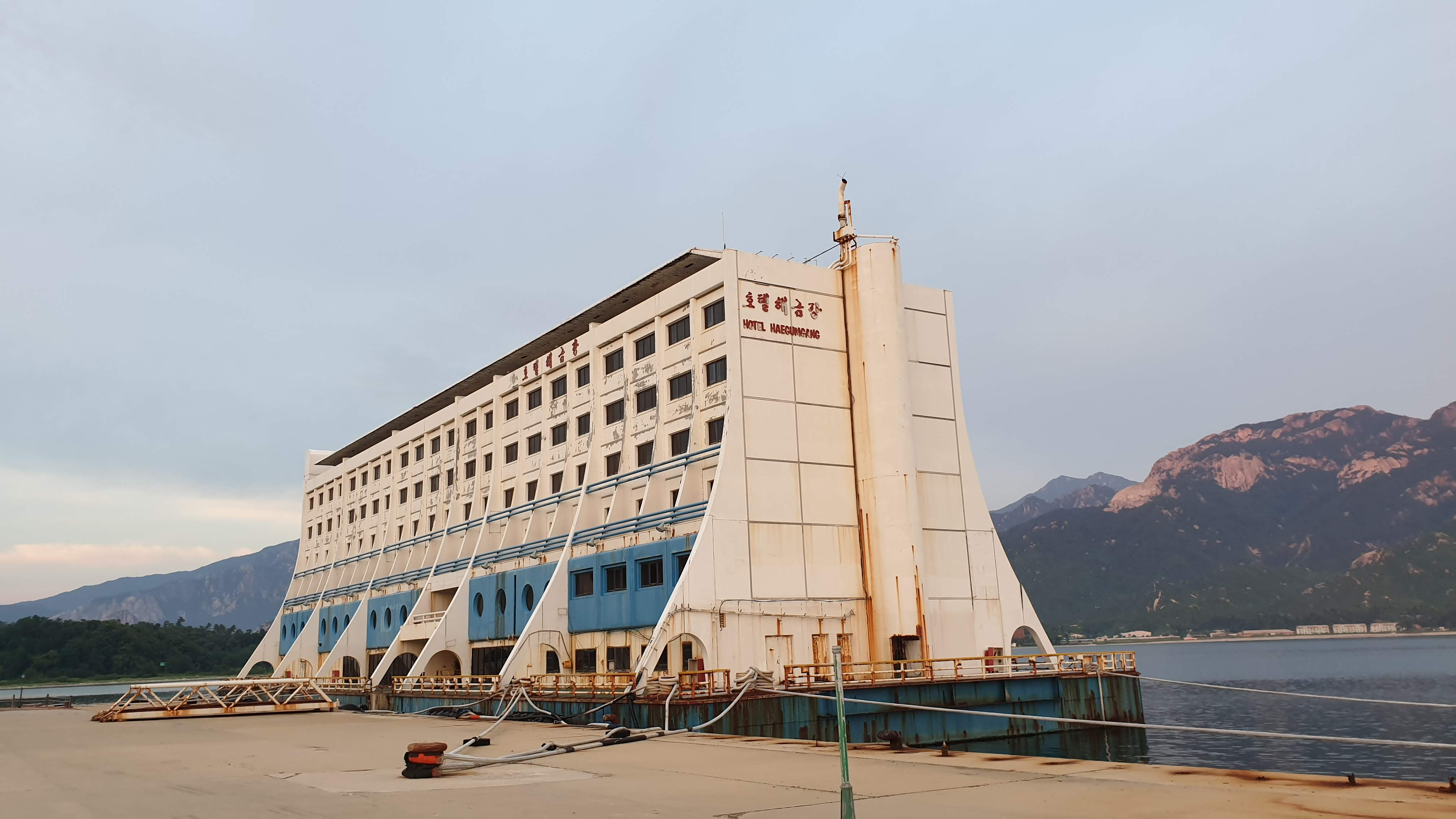
Hotel Haegumgang, Zustand im Jahr 2019

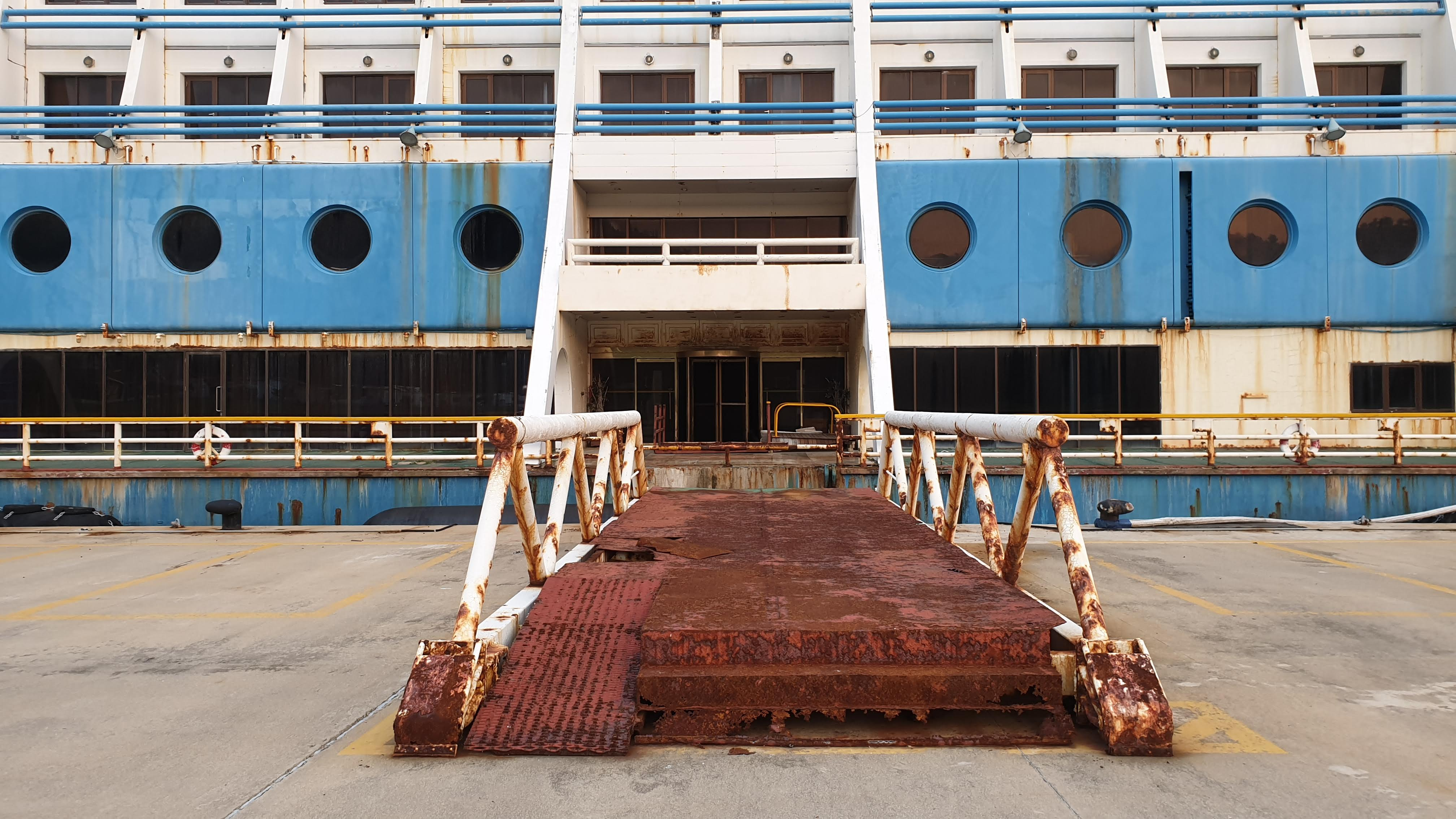
Zugang zum Hotel Haegumgang, Zustand im Jahr 2019

Ende der 1990er Jahre erlebten die beiden koreanischen Staaten eine Phase der Entspannung und gegenseitigen Annäherung. Der südkoreanische Hyundai-Konzern nutzte die Gelegenheit, um in Zusammenarbeit mit der nordkoreanischen Führung unter Kim Jong-il in der Bergregion Kŭmgangsan, unmittelbar nördlich der Demilitarisierten Zone, die Touristenregion Kŭmgang-san zu etablieren. Zu diesem Zweck wurde das in Vietnam erworbene schwimmende Hotel nach einem Umbau nach Nordkorea gebracht und dort in einer Bucht vertäut (Liegeplatz). Ohne eigenen Antrieb hat es somit seit seinem Bau etwa 14.000 Kilometer zurückgelegt.
Das Tourismusresort am Kŭmgangsan galt als wichtiges Symbol der Völkerverständigung und der Zusammenarbeit zwischen den beiden koreanischen Staaten. 1998 brachte Hyundai die ersten südkoreanischen Touristen in die Region. In den folgenden Jahren stieg deren Anzahl auf bis zu eine Viertelmillion Personen pro Jahr. 2006 wurde das Innere des Hotels Haegumgang (nur eines von mehreren in der Region) umgestaltet. 2008 kam das Projekt zu einem abrupten Ende, als eine südkoreanische Touristin, die beim Wandern versehentlich in militärisches Sperrgebiet geraten war, von einem nordkoreanischen Soldaten erschossen wurde. Nach 2008 wurde das Hotel eine Zeit lang vor allem noch von Touristen aus China genutzt und im April 2010 geschlossen.
Neben der rein touristischen Verwendung wurde das Hotel auch als Ort für das Wiedersehen von Familien genutzt, die durch die Teilung Koreas getrennt worden waren.
2019 bezeichnete der nordkoreanische Machthaber Kim Jong-un nach einem Besuch im Resort die dortigen Gebäude als „architektonisch sehr rückständig“, „schäbig aussehend“ sowie als „Sammelsurium ohne nationalen Charakter“. Er forderte ihre Beseitigung und den Ersatz durch nordkoreanische Bauwerke. Anfang 2020 erklärte die nordkoreanische Regierung, wegen der COVID-19-Pandemie die Zerstörung der südkoreanischen Tourismuseinrichtungen zunächst auf unbestimmte Zeit verschieben zu wollen. Im März 2022 meldeten die südkoreanischen NK News nach Auswertung von Satellitenbildern, dass Nordkorea offensichtlich mit der Demontage des Hotels begonnen habe. Hyundai Asan forderte den Schutz seines Vermögens in Nordkorea, während das südkoreanische Vereinigungsministerium die „einseitige Entscheidung“ der nordkoreanischen Regierung zur Beseitigung des Hotels bedauerte und verurteilte. Die Demontagearbeiten wurden zwischen Ende April und Anfang Mai 2023 abgeschlossen.

## Technische Beschreibung
Grundlage des Hotels war ein 89,2 × 27,6 Meter großer Ponton, auf den insgesamt sechs Stockwerke aufgesetzt wurden. Damit ergaben sich ein Tiefgang und ein Freibord von je 3 Metern (die Wassertiefe in der Lagune des John Brewer Reef beträgt bei Niedrigwasser zwischen 6 und 10 Meter, bei einem Tidenhub von bis zu 2,5 Metern). An einer der Längsseiten befanden sich zwei Außenaufzüge. In der ursprünglichen Version verfügte das Hotel über 356 Betten in 140 Doppelkabinen und 34 Luxussuiten.
Den Gästen des Four Seasons Great Barrier Reef Resort standen auf einer Gesamtfläche von knapp 30.000 Quadratmetern eine Disco, zwei Bars, eine Bibliothek, ein Fitnessraum, eine Sauna und zwei Restaurants zur Verfügung. Daneben existierten Konferenzräume sowie Läden für Bekleidung und Tauchzubehör.
Neben dem eigentlichen Hotel befanden sich auf separaten Pontons ein Swimmingpool mit Süßwasser und ein Tennisplatz. Durch Panoramafenster im Ponton konnten die Gäste des Hotels die Unterwasserwelt des Riffs hautnah beobachten. Für den gleichen Zweck, abseits des Hotels, war außerdem noch ein Yellow Sub genanntes Halbtaucherboot vorhanden.
Eine Entsalzungsanlage konnte pro Tag bis zu 150 m³ Süßwasser produzieren. Für die Versorgung mit Elektrizität standen drei dieselbetriebene Generatoren mit einer Leistung von zusammen 2,3 MW zur Verfügung. Außerdem war das Hotel mit einer Abwasserbehandlungsanlage und einer Verbrennungsanlage für Abfälle ausgerüstet. Um sowohl Gäste als auch die Meerestiere nicht zu stören, wurde auf einen möglichst geräuscharmen Betrieb der Anlagen Wert gelegt.
Während des Betriebs als Saigon Floating Hotel besaß das Hotel 201 Zimmer.